# Ру, Ги
Ги Ру (фр. Guy Roux; 18 октября 1938, Кольмар, Франция) — французский футболист и тренер, более 40 лет возглавлявший «Осер».

## Биография
Как вспоминает сам Ги Ру, во время пятилетней немецкой оккупации его единственным развлечением было наблюдать, как солдаты вермахта играли в футбол на пустыре. Отступив в 1945, немцы оставили около места жительства Ру деревянные ворота с туго натянутой веревочной сеткой и мяч. Попав в «Осер», Ру успел побывать в нём и простым игроком, и тренером. За 30 с лишним лет он вывел «Осер» из местного чемпионата Бургундии на еврокубковую арену. В 2005-м он ушёл из клуба, а в 2007 году возглавил «Ланс», несмотря на местный запрет на занятие тренерским ремеслом после 65 лет. Однако в этом же году он покинул свой пост из-за проблем со здоровьем. За длительный период тренерской работы Ги Ру создал знаменитую академию «Осера». Она славится на весь мир именно благодаря этому наставнику.
Он воспитал таких известных футболистов как Эрик Кантона, Базиль Боли, Джибриль Сиссе, Филипп Мексес, Теэму Тайнио, Ален Гома, Жан-Ален Бумсонг, Бернар Диомед, Юнес Кабул, Ольвье Капо, Тарибо Уэст, Анджей Шармах, Жан-Себастьян Жорес, Жан-Паскаль Миньо, Сабри Лямуши, Абу Диаби, Лионель Матис, Корентин Мартинс, Лилиан Лаланд и многих других.
Помимо занятия тренерской профессией, Ги также совмещал и совмещает её с журналистикой, литературой и бизнесом.

## Достижения

### Командные
- Чемпион французской Лиги 2: 1979/80
- Обладатель Кубка Альп: 1985, 1987
- Обладатель Кубка Франции (4): 1993/94, 1995/96, 2002/03, 2004/05
- Чемпион Франции: 1995/96
- Обладатель Кубка Интертото: 1997

### Личные
- Тренер года во Франции по версии НСПФ: 1996

- Рекордсмен высшего дивизиона чемпионата Франции по количеству матчей, проведённых в качестве тренера[7].
- Обладатель Награды президента УЕФА: 2000